# Electron (oiseau)
Pour les articles homonymes, voir Electron.
Genre
Le genre Electron regroupe deux espèces d'oiseaux appartenant à la famille des Momotidae.

## Liste des espèces
D'après la classification de référence (version 2.2, 2009) du Congrès ornithologique international (ordre phylogénique) :
- Electron carinatum (Du Bus de Gisignies, 1847) — Motmot à bec caréné
- Electron platyrhynchum (Leadbeater, 1829) — Motmot à bec large